# 天順 (元)
天順（てんじゅん）は、中国・元のアリギバの治世で用いられた元号。1328年旧9月 - 旧10月。アリギバは即位後2ヶ月で廃位され、廟号を贈られなかったため、この元号を用いて天順帝と呼ばれる。
- 元年9月：上都で即位したアリギバにより改元。大都で即位したトク・テムルと対立。
- 元年10月：トク・テムル側が上都を陥とし、アリギバは行方不明となる。

## 西暦・干支との対照表
| 天順 | 元年   |
| 西暦 | 1328年 |
| 干支 | 戊辰   |